# Angaston
Angaston (1 865 habitants) est une localité située dans la vallée Barossa à 75 km au nord-est d'Adélaïde en Australie-Méridionale. Elle a été fondée par George Fife Angas, l'un des premiers pionniers de la région.